# Fix (klädmärke)

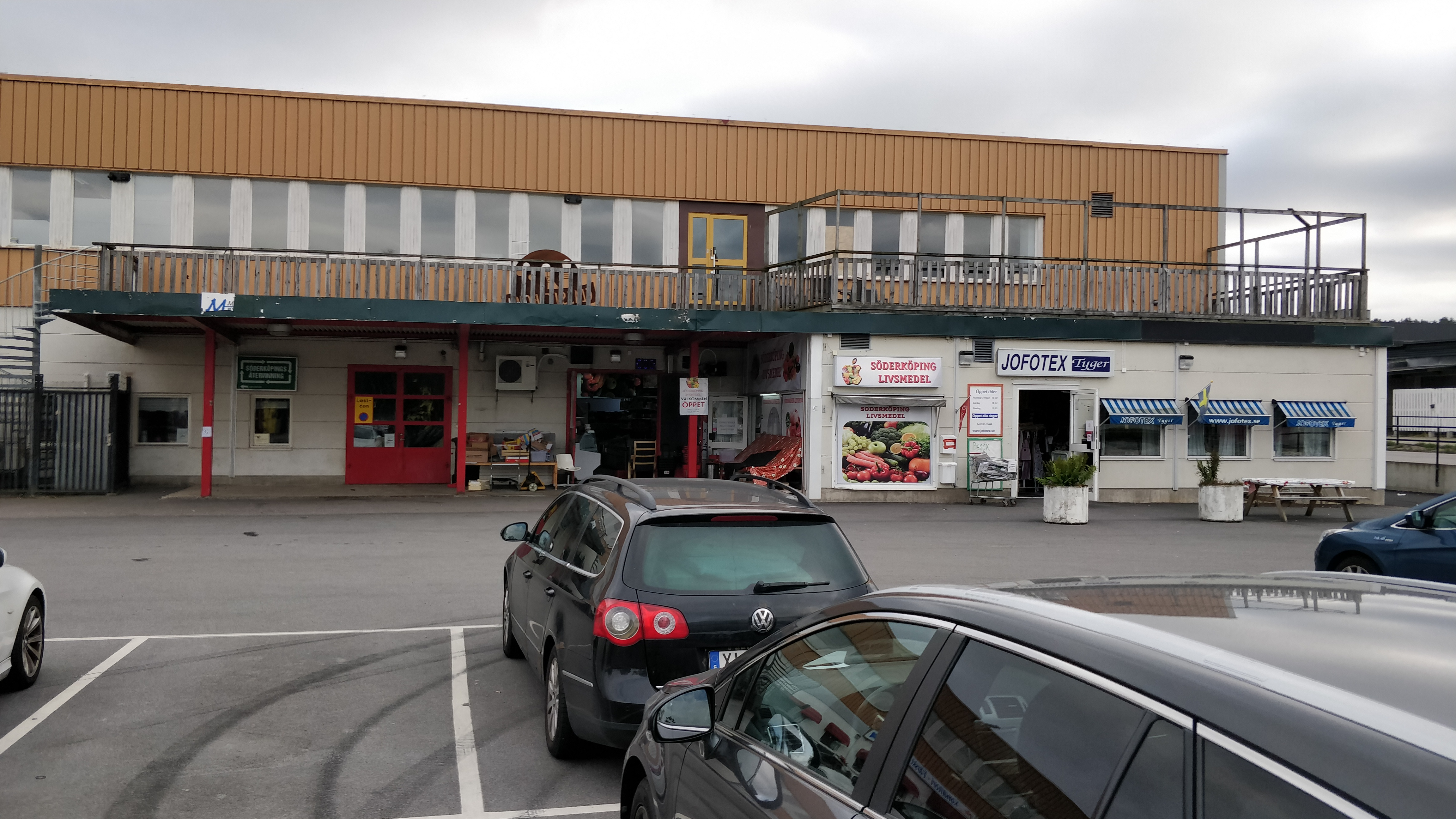
Fix tidigare fabrik i Söderköping

Fix är ett svenskt barnklädersmärke som sedan 1996 ägs av Lindex.
Märket har sitt ursprung i företaget Östgöta Trikå som grundades 1955 av Liss Surtevall i Norrköping. 1958 köptes Abel Lindströms Tricotfabrik som tillverkade underkläder under varunamnet Fix. 1963 slogs de båda företagen samman och bildade Fix Trikåfabriker AB.
1964 flyttade företaget till ett gammalt mejeri i Söderköping. Fix hade som mest 898 årsanställda varav 355 i Söderköping och övriga i dotterbolag i finska Ekenäs samt i Portugal.
Fix gick i konkurs 1990 och fabriken i Söderköping lades ner. 1996 köpte Lindex rättigheterna till varumärket som använder det för ytterkläder.